# للأزواج فقط
للأزواج فقط هو فيلم تلفزي مغربي من إخراج حسن بنجلون سنة 2006، وبطولة كل من سامية أقريو، سناء عكرود، يونس ميكري، أمل عيوش، مليكة العمري، فاطمة الركراكي، وغيرهم.

## القصة
يرصد الفيلم تأثير أحد البرامج الإذاعية الشهيرة على المستمعين، وذلك من خلال أربع أزواج من مستويات اجتماعية مختلفة لكل منهم مشاكله. قاسمهم المشترك العمل من أجل الإبقاء على زواجهم. يلتقي الأزواج الأربعة خلال برنامج إذاعي تقدمه ليلى وهو البرنامج الذي يوفر فضاء للأزواج من أجل مناقشة مشاكلهم. هذا البرنامج سيمكن كلا منهم من الوقوف عند نقاط الخلل التي تهدد حياتهم الزوجية.